# お菓子の香梅
株式会社お菓子の香梅（おかしのこうばい、英: KOBAI CO., LTD.）は、熊本県熊本市に本社を置き、主に九州で有名な菓子メーカー。主に和菓子を販売している。企業理念は「くつろぎのごちそう」。

## 沿革
- 1949年 - 熊本市内の白山通り（熊本県道22号熊本停車場線）に本店開設。
- 1958年 - 代表銘菓「誉の陣太鼓」発売。
- 1962年 - 株式会社お菓子の香梅設立。
- 2006年 - 福岡県大牟田市にある草木饅頭で有名な老舗和菓子店「江口栄商店」を買収（M&A）した。
- 2008年 - 日本プロサッカーリーグ（Jリーグ）のクラブであるロアッソ熊本のユニフォーム胸スポンサーとなる（2011年まで）。
- 2008年10月1日 - 社長に同社常務兼総務本部長の副島健史（副島隆氏の長男）が就任。副島隆社長は代表取締役会長に昇格。副社長には副島英史（副島隆氏の次男）が昇格した。
- 2012年 - 女子サッカーなでしこチャレンジリーグ入りを目指す益城ルネサンス熊本FCのユニフォーム袖スポンサーとなる。
- 2016年 - バスケットボールBリーグの熊本ヴォルターズのスポンサーとなる。
- 2018年 - 熊本地震で被災した阿蘇西原工場の建て替え工事完了。
- 2021年1月 - 代表銘菓「陣太鼓」に熊本県産の岳間茶を使用した新味「特製陣太鼓抹茶」を発売。
- 2021年10月 - 「武者がえし」の新味となる「ショコラ味」が発売。
- 2021年 - 『99.9-刑事専門弁護士-THE MOVIE』とコラボした「ハッピー陣太鼓」が発売され話題になった。
- 2022年 - GODIVAとのコラボ商品「武者がえし チョコレート」が発売され話題になった。
- 2022年 - ウクライナへの人道支援として上生菓子「願い」を数量限定で発売。
- 2022年 - 『クレヨンしんちゃん』とのコラボ商品「クレヨンしんちゃん家族都市 ハッピー陣太鼓」を発売。

## 商品
- 銘菓・誉の陣太鼓
- 武者がえし
- 本丸
- 肥後五十四万石
- あかねさす
- ザビエルの誉

## 事業所
- 本社 熊本市中央区白山1-6-31
- 福岡営業所 福岡市南区大楠1-34-25
- 阿蘇西原工場 阿蘇郡西原村小森3590-3

## 直営店
直営店の一覧は公式ウェブサイトより「店舗案内」を参照。

## 関連企業
- 株式会社香梅
- 株式会社古今伝授の間香梅
- 有限会社江口栄商店